# Liste des évêques et archevêques de San Antonio
Cette page présente la liste des évêques et archevêques de San Antonio
Le diocèse de San Antonio, au Texas est érigé le 28 août 1874, par détachement de celui de Galveston.
Il est érigé en archidiocèse de San Antonio (Archidioecesis Sancti Antonii) le 3 août 1926.

## Ordinaires

### Évêques
- 2 septembre 1874-14 avril 1880 : Anthony Pellicer (Anthony Dominic Ambrose Pellicer)
- 18 février 1881-15 novembre 1894 : John  Neraz (John Claude Neraz)
- 27 août 1895-11 mars 1911 : John Forest (John Anthony Forest)
- 11 mars 1911-25 janvier 1918 : John Shaw (John William Shaw), nommé archevêque de la Nouvelle-Orléans.
- 18 juillet 1918-3 août 1926 : Arthur Drossaerts (Arthur Jerome Drossaerts)

### Archevêques
- 3 août 1926-8 septembre 1940 : Arthur Drossaerts (Arthur Jerome Drossaerts), promu archevêque.
- 23 janvier 1941-23 mai 1969 : Robert Lucey (Robert Emmet Lucey)
- 23 mai 1969-23 avril 1979 : Francis Furey (Francis James Furey)
- 23 août 1979-29 décembre 2004 : Patrick Flores (Patrick Fernández Flores)
- 29 décembre 2004-6 avril 2010 : José Gómez (José Horacio Gómez), nommé archevêque coadjuteur de Los Angeles[1].
- depuis le 14 octobre 2010 : Gustavo Garcia-Siller, M.Sp.S.

## Autres évêques liés au diocèse et à l'archidiocèse

### Coadjuteurs
- 7 février 1910 - 11 mars 1911 : John Shaw (succède à Mgr Forest après son décès)

### Évêques auxiliaires
- 3 décembre 1955 - 20 octobre 1969 : Stephen A. Leven (nommé évêque de San Angelo)
- 9 mars 1970 - 4 avril 1978 : Patrick F. Flores (nommé évêque d'El Paso, puis archevêque de San Antonio en 1979)
- 22 juillet 1975 - 30 juin 1982 : Hugo M. Gerbermann, M.M. (auparavant évêque de Huehuetenango, au Guatemala)
- 16 octobre 1976 - 29 avril 1980 : Raymundo J. Peña (nommé évêque d'El Paso, puis de Brownsville en 1995)
- 30 juin 1981 - 13 avril 1982 : Charles V. Grahmann (nommé évêque de Victoria, puis de Dallas)
- 27 octobre 1981 - 17 août 1982 : Ricardo Ramirez, C.S.B. (nommé évêque de Las Cruces)
- 3 juin 1983 - 23 mars 1993 : Bernard Ferdinand Popp (atteint par la limite d'âge)
- 8 novembre 1988 - 24 mars 1992 : Edmond Carmody (nommé évêque de Tyler, puis de Corpus Christi)
- 13 octobre 1992 - 5 avril 1994 : Joseph A. Galante (nommé évêque de Beaumont, puis coadjuteur de Dallas, puis évêque de Camden)
- 27 octobre 1994 - 21 janvier 1997 : John W. Yanta (nommé évêque d'Amarillo)
- 5 janvier 1998 - 15 décembre 2005 : Thomas J. Flanagan (atteint par la limite d'âge)
- 5 janvier 1998 - 3 janvier 2008 : Patrick J. Zurek (nommé évêque d'Amarillo)
- 10 avril 2008 - 10 janvier 2013 : Oscar Cantú (nommé évêque de Las Cruces, puis coadjuteur puis évêque de San Jose)
  - 26 mai - 14 octobre 2010 : administrateur apostolique sede vacante de l'archidiocèse
- 23 janvier 2017 - ... : Michael Joseph Boulette

### Prêtres du diocèse devenus évêques
- Mariano S. Garriga, coadjuteur (1936-1949) puis évêque de Corpus Christi (1949-1965)
- Sidney M. Metzger, évêque auxiliaire de Santa Fe (1939-1941), coadjuteur (1941-1942) puis évêque d'El Paso (1942-1978)
- Laurence J. FitzSimon, évêque d'Amarillo (1941-1958)
- John L. Morkovsky, évêque auxiliaire (1955-1958) puis évêque d'Amarillo (1958-1963), évêque coadjuteur (1963-1975) puis évêque de Galveston-Houston (1975-1984)
- Charles E. Herzig, évêque de Tyler (1986-1991)
- Gerald R. Barnes, évêque auxiliaire (1992-1995) puis évêque de San Bernardino (1995-...)
- José A. Cepeda Escobedo, évêque auxiliaire de Detroit (2011-...)

## Sources
- Fiche de l'archidiocèse sur catholic-hierarchy.org